# Николаевский (Белгородская область)
Николаевский — посёлок в Красногвардейском районе Белгородской области. Входит в состав Веселовского сельского поселения.

## География
Посёлок расположен недалеко от районного центра — Бирюча.
Часовой пояс
Посёлок Николаевский как и вся Белгородская область, находится в часовой зоне МСК (московское время). Смещение применяемого времени относительно UTC составляет +3:00.

## Население
| 2002 | 2010 |
| ---- | ---- |
| 278  | ↘264 |